# 3,3-dimetilhexano
El 3,3-dimetilhexano es un alcano de cadena ramificada con fórmula molecular C8H18.